# Сонце-Хмари
«Сонце-Хмари» (Сонце-Хмары; рус. Солнце-Тучи или Солнце-Облака) — санкт-петербургская рок-группа, играющая в стилях рок, фолк-рок. Язык исполнения — украинский (преимущественно).
Группа была основана в 2002 году санкт-петербургским рок-фотографом Андреем Федечко. Первоначально коллектив имел название «Хохляцкий рок-н-ролл», позже был назван в честь своего одноимённого альбома — «Сонце-Хмари». С момента основания группа выпустила два сингла, несколько компиляций, два студийных и один концертный альбомы. В записи принимали участие известнейшие российские рок-музыканты, такие как Сергей «Чиж» Чиграков, Александр Чернецкий, «Дядя Миша» Чернов, Александр Гордеев, Захар Май, Эдмунд Шклярский и другие. В основе стиля группы лежит синтез украинских народных мелодий, рок-н-ролла и фолк-рока.

## Состав
- Андрей Федечко — гитара, вокал
- Максим Жупиков — скрипка
- Павел Борисов — бас-гитара
- Влад Мануилов — ударные
- Лена Тэ — виолончель, вокал
- Влад Курмаев — аккордеон
- Георгий Мажуга — флейта

## Дискография
- 2002 — На чужині (сингл)
- 2003 — Сонце-Хмари
- 2004 — На чужині
- 2005 — З Новим роком!
- 2005 — Е.К.
- 2006 — Пошук
- 2008 — НЭХ! (сингл)

## Факты
Песня «13 рана», из альбома Тень клоуна группы Король и Шут, написанная Михаилом Горшенёвым на стихи Андрея Федечко из группы «Сонце-Хмари» поётся на суржике и посвящена Нестору Махно.